# Conus nucleus
Conus nucleus é uma espécie de gastrópode do gênero Conus, pertencente à família Conidae.